# Мухаддіс
Магометдис  (араб. محدث) — ісламський вчений-хадисознавець, що займається наукою про хадиси та їх методологією.

## Діяльність
Магометдиси збирали вислови пророка Магомета (хадиси), перевіряли достовірність ланцюжка їх передавачів (равіїв) та з'ясовували обставини того, яким чином те або інше повідомлення дійшло до них. З'ясовуючи всі подробиці про хадиси, мухаддиси самі були їх передавачами. Кожен мухаддис був одночасно і равієм, але не кожен раві був мухаддисом.
Спорідненим поняттю мухаддиса є «муснід». Мусніди — це передавачі хадисів, які згадують ланцюжка їх передавачів (равіїв), але можуть не знати додаткових відомостей про них. Магометдиси знали всі ці додаткові відомості, у результаті чого їх ступінь була вище, ніж у муснідів. Магометдиса, який знає напам'ять тексти (матни) більше ста тисяч хадисів, ланцюги їх передавачів (існаді); а також особистісні якості передавачів хадисів називають «зберігачем» (хафізом). Якщо хафіз знає більше трьохсот тисяч хадисів, то його називають «доказом» (худжей).

## Асхаб ас-Сунан
Укладачів збірників хадисів під назвою «Сунан», називають асхаб ас-Сунан. До них належать: Абу Дауд Сіджистані, Абу Іса ат-Тирмізі, Магомет ан-Насаі і Ібн Маджа аль-Казвіні, ад-Даримі і ад-Даракутні. Перших чотирьох як одних з найбільш авторитетних авторів «Сунанів» називають асхаб ас-Сунан аль-арбаа.
Відомі мухаддиси: Магомет аль-Бухарі, Муслім ібн аль-Хаджжадж, Абу Бакр аль-Байхакі, Ахмад ібн Ханбаль